# Conocephalus bidentatus
Conocephalus bidentatus är en insektsart som beskrevs av Shi, F-m. och Z. Zheng 1994. Conocephalus bidentatus ingår i släktet Conocephalus och familjen vårtbitare. Inga underarter finns listade i Catalogue of Life.